# Jakub Falkowski

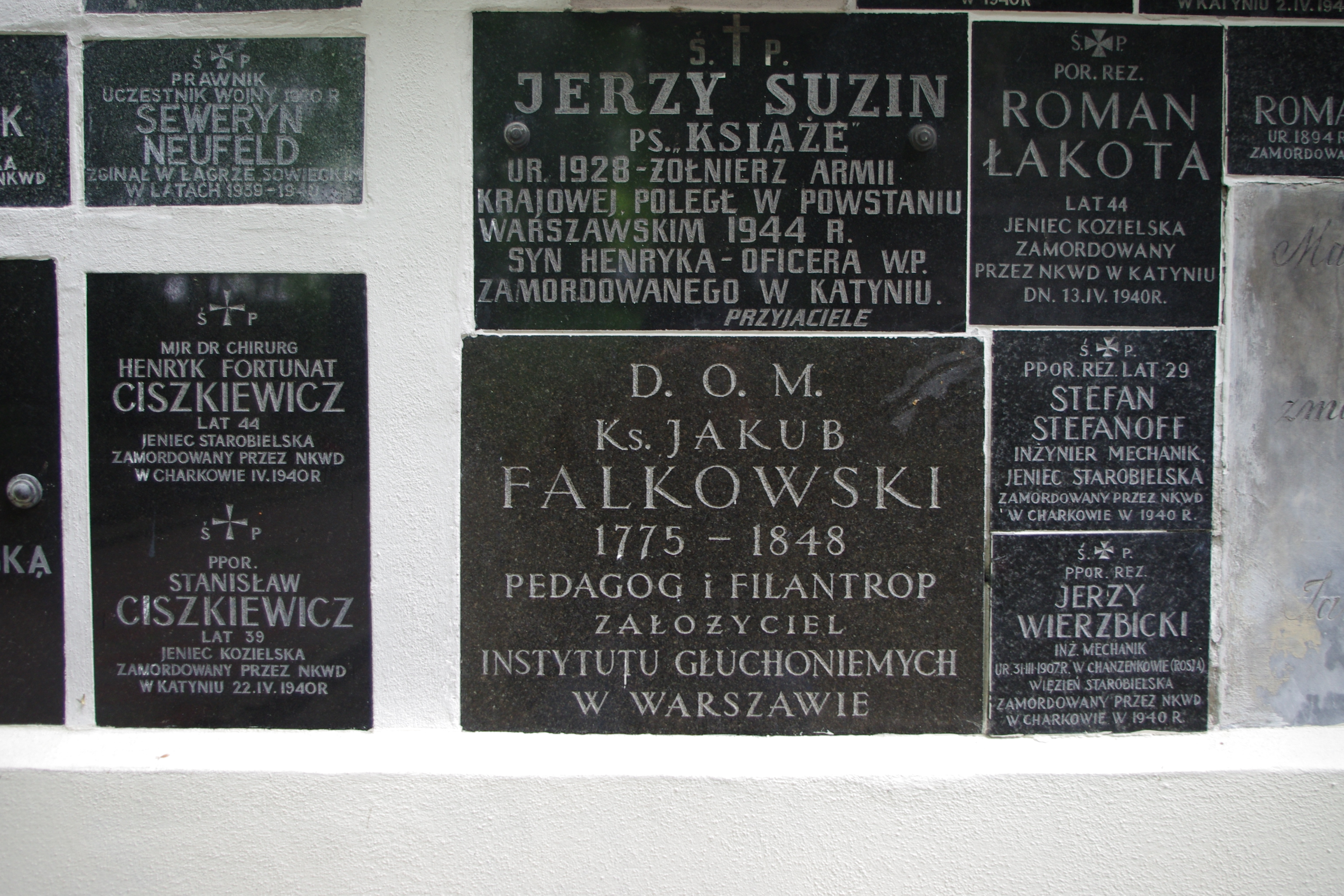
Gedenktafel zum Gedenken an Jakub Falkowski an der Außenwand der Kirche St. Karola Boromeusza auf dem Powązki-Friedhof in Warschau

Franciszek Jakub Falkowski Doliwa (* 29. April 1775 in Budlewo (Polen); † 2. September 1848 in Warschau), bekannt als Jakub Falkowski, war ein polnischer römisch-katholischer Priester, Piarist, Pädagoge und Philanthrop. 1829 wurde er Mitglied der Towarzystwa Królewskiego Przyjaciół Nauk w Warszawie (Warschauer Gesellschaft der Freunde der Wissenschaften).

## Leben und Wirken
1800 wurde Jakub Falkowski vom Bischof Onufry Kajetan Szembek in Drohiczyn am Fluss Bug zum Priester geweiht.
Als Priester unterrichtete er u. a. in Szczuczyn. Dort lernte er den siebenjährigen gehörlosen Jungen Piotri Gąsowski kennen. Daraufhin begann er sich für die Erziehung Gehörloser zu interessieren und besuchte von 1803 bis 1804 die Gehörlosenschule in Leipzig.
Nach seiner Rückkehr arbeitete er nach der deutschen oralen Methode und unterrichtete das Lippenablesen. Seine Lehrergebnisse stellte er 1809 der Gesellschaft der Freunde der Wissenschaften vor.
1815 beauftragte ihn dann die Kammer für öffentliches Bildungswesen mit der Gründung eines Instituts für gehörlose Kinder. Nach einem einjährigen wissenschaftlichen Aufenthalt in Wien eröffnete er am 23. Oktober 1817 das erste Institut dieser Art in Polen in zwei Räumen des Kazimierzowski-Palais in Warschau.
Zum Pfarrer wurde er 1820 vom Warschauer Metropoliten Szczepan Hołowczyc in Solec ernannt. Dies ermöglichte es ihm, zusätzliche Mittel für das Institut zu erhalten. Der polnische Kaiser und König Aleksander I Romanow besuchte 1822 die Anlage. Nach einer Zahlung des Kaisers aus der Staatskasse konnte Falkowski die Fassade des Gebäudes in der Wiejska-Straße 1737 und die Nebengebäude zu Werkstätten umbauen. Bis 1831 war er dann Rektor des Instituts. Das „Rocznik Towarzystwa Naukowego“ (Jahrbuch der Wissenschaftlichen Gesellschaft) zählte ihn zu den „Korrespondierenden Mitgliedern der Gesellschaft – Falkowski Jakób, Prof. Institut für Gehörlose“.
Am 18. Juni 1826 wurde er der erste Pfarrer von der Kirche St. Aleksandra und Lehrer am Liceum Warszawskim.
Er starb am 2. September 1848 und wurde im Keller der Kirche beigesetzt.

## Auszeichnungen
- Goldmedaille Warszawskiego Towarzystwa Przyjaciół Nauk (1819)[6]
- Orden des Heiligen Stanislaus, vierter Klasse (Russisches Kaiserreich, 1820)[6]
- Orden des Heiligen Stanislaus, dritter Klasse (Russisches Kaiserreich, 1823)[6]

## Denkmäler
- Epitaph in der Kirche St. Aleksandra in Warschau[7]
- Denkmal im Garten des Gehörloseninstituts mit Einweihung 1875 zum 100. Geburtstag Falkowkis[8]
- 1983 Benennung des Gehörloseninstituts nach Falkowski[9]